# Sheerness Dockyard
Sheerness Dockyard, également connu sous le nom de Sheerness Station, était un chantier naval de la Royal Navy situé sur la péninsule de Sheerness, à l'embouchure de la rivière Medway dans le Kent. Il a été ouvert dans les années 1660 et fermé en 1960.

## Emplacement

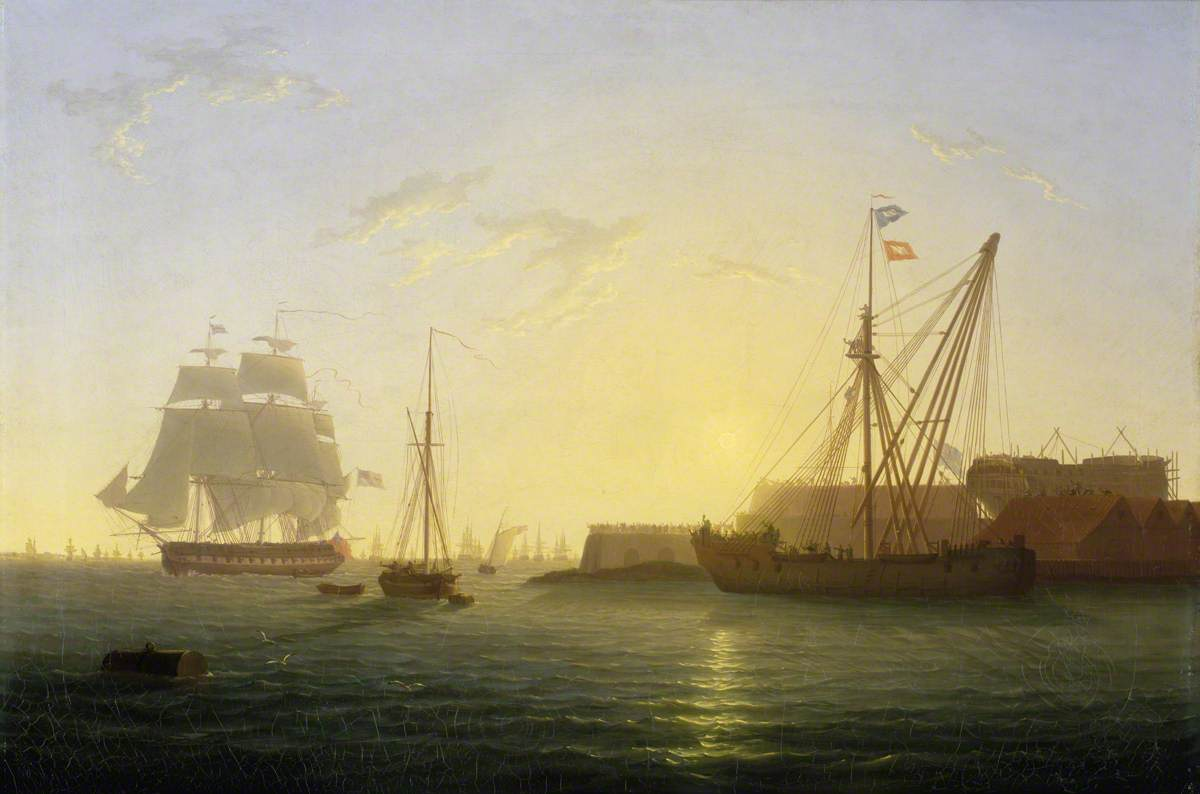
Le cinquième rang (à gauche) et une coque (à droite) au large de l'arsenal de Sheerness au moment de la mutinerie de Nore, en 1797.

À l'ère de la voile, la Royal Navy établissait souvent des installations à terre près des mouillages sûrs où la flotte était basée dans les eaux territoriales. Ce fut le cas lorsque, vers 1567, un chantier naval royal fut établi à Chatham, dans le Kent, sur la rive de la rivière Medway. À cette époque, les navires de Sa Majesté jetaient souvent l'ancre soit dans la rivière, sur Chatham Reach ou Gillingham Reach, soit au-delà, autour de The Nore.
L'arsenal de Chatham avait cependant ses inconvénients. Les caprices du vent et de la marée, associés à la profondeur limitée du fleuve, signifiaient que les navires entrant dans le fleuve, pour des réparations ou pour se réapprovisionner à Chatham, pouvaient être retardés pendant de longues périodes. Ce qui était un inconvénient en temps de paix devenait un sérieux obstacle en temps de guerre ; c'est pourquoi les navires de guerre basés dans le Nore avaient tendance, dans la mesure du possible, à éviter d'entrer dans le fleuve et essayaient d'effectuer toutes les réparations, sauf les plus importantes, à flot et au mouillage. Dans le même temps, ceux qui étaient chargés de fournir aux navires de guerre leurs armes, leurs vivres et leur équipement étaient obligés de faire transiter les articles vers et depuis le Nore à l'aide de petits bateaux.
Afin de fonctionner plus efficacement, le Navy Board (Conseil de la Marine) a commencé à étudier les possibilités de développer un nouveau chantier naval à l'embouchure du Medway, auquel les navires pourraient accéder directement depuis la mer du Nord et l'estuaire de la Tamise. Des emplacements possibles ont été étudiés à la fois sur l'île de Grain et sur l'île de Sheppey; le conseil a opté pour un emplacement à l'extrémité nord-ouest de Sheppey, à côté d'un blockhaus du XVIe siècle (construit pour compléter les défenses hennuyères de la Tamise) : Sheerness.

## Le premier chantier naval

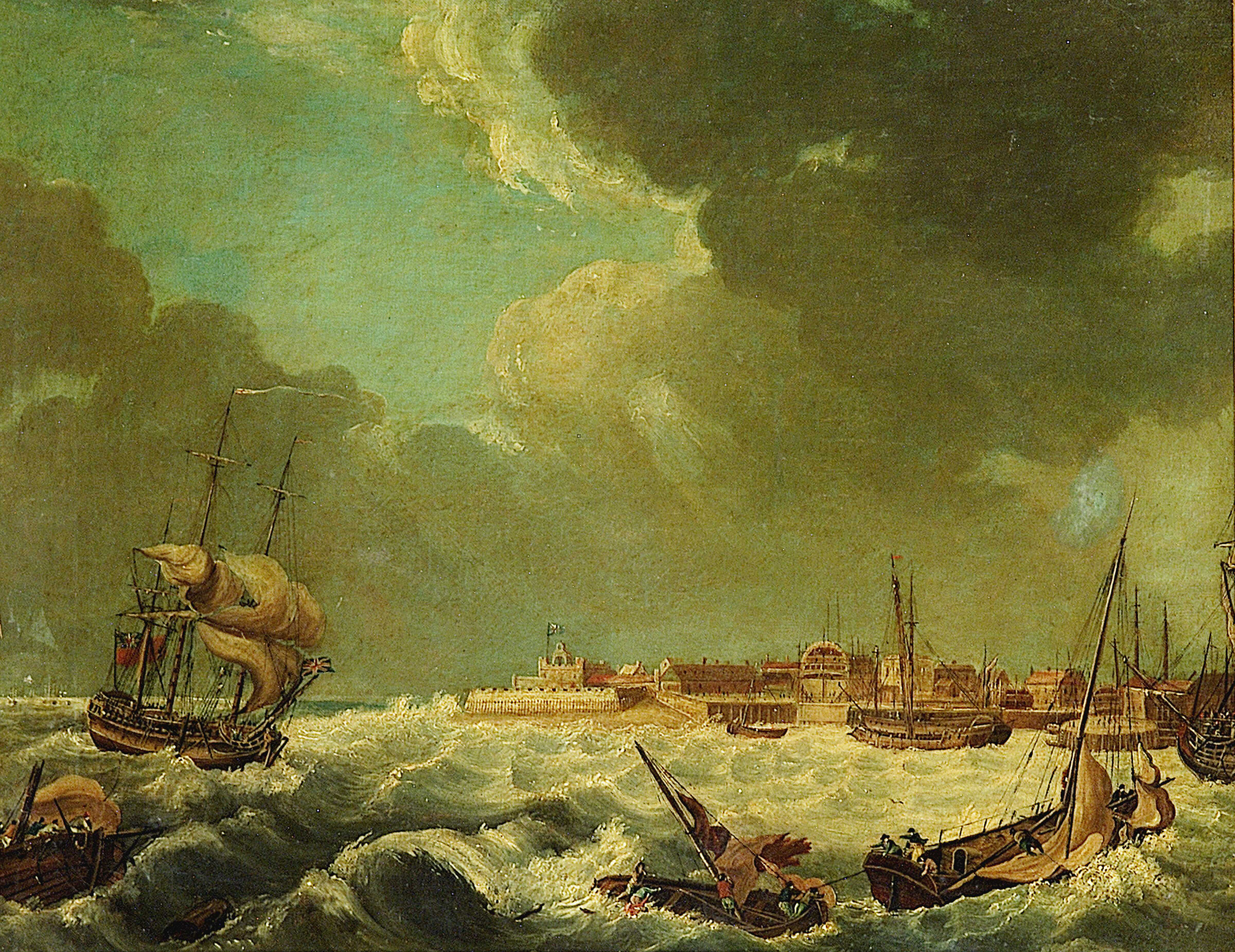
L'arsenal vers 1750, montrant (de gauche à droite) le blockhaus hénricien (avec le drapeau), la mâture, un navire en construction sur la cale, la haute guérite blanche de la garnison et divers entrepôts.

### Origines
En 1665, Samuel Pepys, qui était greffier des Actes du Conseil de la Marine, raconte qu'il s'est rendu à Sheerness pour mesurer le site du nouveau chantier naval. La situation a toutefois été bouleversée par l'escalade du conflit anglo-hollandais: afin de rendre les navires de The Nore prêts au combat, des bâtiments temporaires ont été érigés à la hâte. Les travaux se poursuivent, mais en 1667, le chantier naval encore inachevé est facilement capturé, ainsi que le fort adjacent, par la marine néerlandaise et utilisé comme base pour un raid audacieux sur les navires anglais au mouillage dans la Medway. Le fort et l'arsenal furent détruits par les flammes, ainsi qu'un grand nombre de navires amarrés dans la rivière.

#### Les premières fortifications

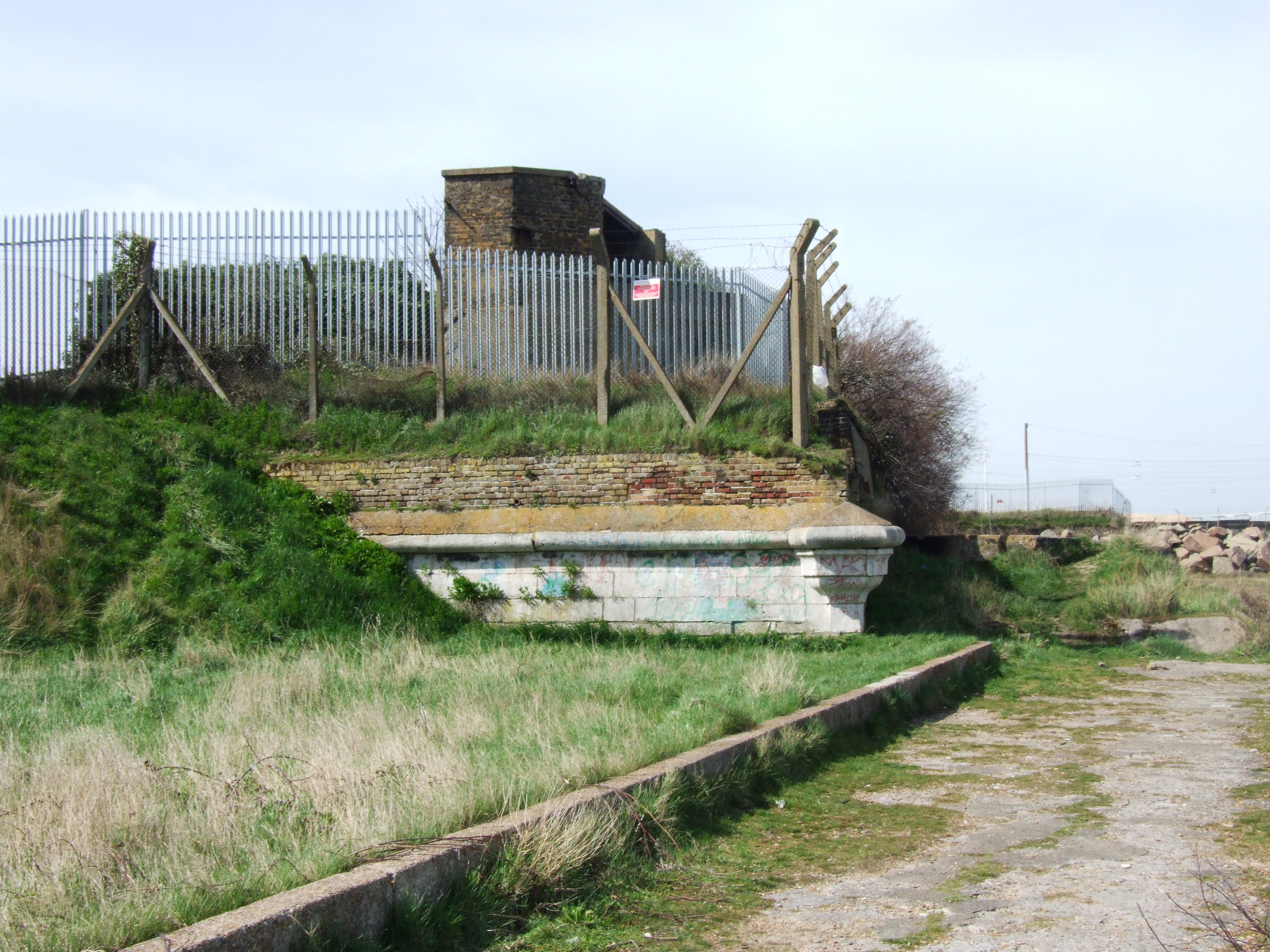
Vestige de la "Gomme's indented line" sur la rive est de Sheerness.

En 1666, Sir Bernard de Gomme avait été engagé pour renforcer le blockhaus sur la pointe nord du promontoire. Après le raid hollandais de l'année suivante, il était prévu d'agrandir le fort. Le blockhaus (qui devint la résidence du gouverneur) fut renforcé et entouré d'une batterie d'artillerie semi-circulaire au nord, tandis qu'au sud une ligne de fortification fut construite, qui coupait la partie la plus au nord de Sheerness derrière un fossé inondé.

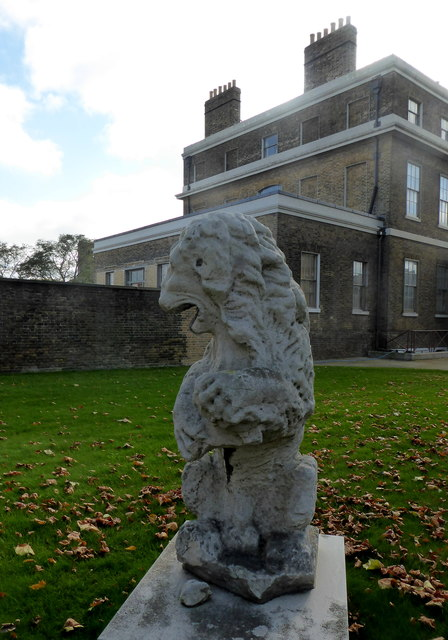
Un lion en pierre provenant de la porte de garnison démolie du XVIIe siècle se trouve devant le Dockyard House.

Le fort de la garnison, entouré de murs à l'ouest et à l'est, occupait la majeure partie de cette zone fortifiée, laissant l'arsenal maritime occuper la petite parcelle de terrain restante au nord du fossé, du côté Medway du fort (à l'extérieur de son mur ouest). Une porte traversant ce mur, à laquelle on accédait depuis l'arsenal maritime, constituait l'entrée principale du fort ; la guérite était un élément proéminent et contenait une chapelle à son premier étage.

### Développements duXVIIIesiècle
Le chantier naval de Sheerness a d'abord fonctionné comme une extension de celui de Chatham et a été supervisé par le commissaire résident de Chatham pendant une grande partie de son histoire. Il a été conçu principalement pour la réparation et l'entretien des navires de guerre ; à une petite exception près, aucune construction navale n'a eu lieu avant 1691. La mauvaise qualité des logements, la mauvaise alimentation en eau près du chantier naval et la probabilité de contracter la malaria à cause des marais environnants ont entraîné un manque de travailleurs et des retards dans la construction. La première cale sèche n'a été achevée qu'en 1708 ; une deuxième a été ajoutée en 1720. L'accès aux deux cales sèches se faisait par une darse de marée, connu sous le nom de "Mud Dock" ; il y avait une petite cale de construction navale au nord et un quai d'artillerie au sud, avec des entrepôts de bois et un bassin de mâts au-delà.
L'exiguïté du terrain disponible pour l'arsenal pose des problèmes pour son fonctionnement et son développement. Plusieurs coques ont été positionnées sur l'estran près de l'arsenal, initialement pour servir de brise-lames, mais elles ont rapidement servi à accueillir le personnel et les activités de l'arsenal. L'espace entre les coques (et, lorsqu'elles ont commencé à pourrir, les coques elles-mêmes) a été progressivement rempli de terre, de nouvelles coques étant ensuite ajoutées dans le cadre de ce processus. De cette manière, le terrain occupé par l'arsenal commença à s'étendre (comme le montre clairement une maquette de l'arsenal, créée en 1774 et conservée au National Maritime Museum). À cette époque, deux autres cales sèches avaient été ajoutées et, au cours des dix années suivantes, les conditions de vie furent considérablement améliorées par le creusement d'un puits pour fournir de l'eau potable (qui devait auparavant être acheminée par bateau). En 1800, l'arsenal remplissait tout l'espace disponible et utilisait en outre plusieurs bâtiments à l'intérieur des murs du fort de garnison.

#### Logement des travailleurs
Comme il n'y avait pas d'agglomération établie dans les environs de Sheerness, la plupart des ouvriers étaient initialement logés dans les coques. En 1738, les ouvriers du chantier naval ont construit les premières maisons à Sheerness, en utilisant des matériaux qu'ils étaient autorisés à prendre sur le chantier. La peinture navale gris-bleu qu'ils utilisaient à l'extérieur a fait que leurs maisons ont été appelées les "Blue Houses". Ce nom s'est finalement transformé en "Blue Town" (qui est aujourd'hui le nom de la zone nord-ouest de Sheerness située juste au-delà du périmètre actuel du chantier naval). La ville moderne de Sheerness trouve son origine dans "Mile Town", qui a été établie plus tard au XVIIIe siècle à un 1,5 km du chantier naval ("Blue Town" ayant alors rempli l'espace disponible).

#### Fortifications extérieures
En 1796, à la suite du développement de « Blue Town », une zone de terrain plus étendue (y compris les nouvelles maisons) a été enfermée derrière une trace bastionnée, qui a été encore renforcée pendant les guerres napoléoniennes du siècle suivant. En outre, un canal droit défensif avait été creusé au sud de "Mile Town" en 1782, d'une longueur de 3 km, s'étendant de la Medway à la Tamise.

## La grande reconstruction

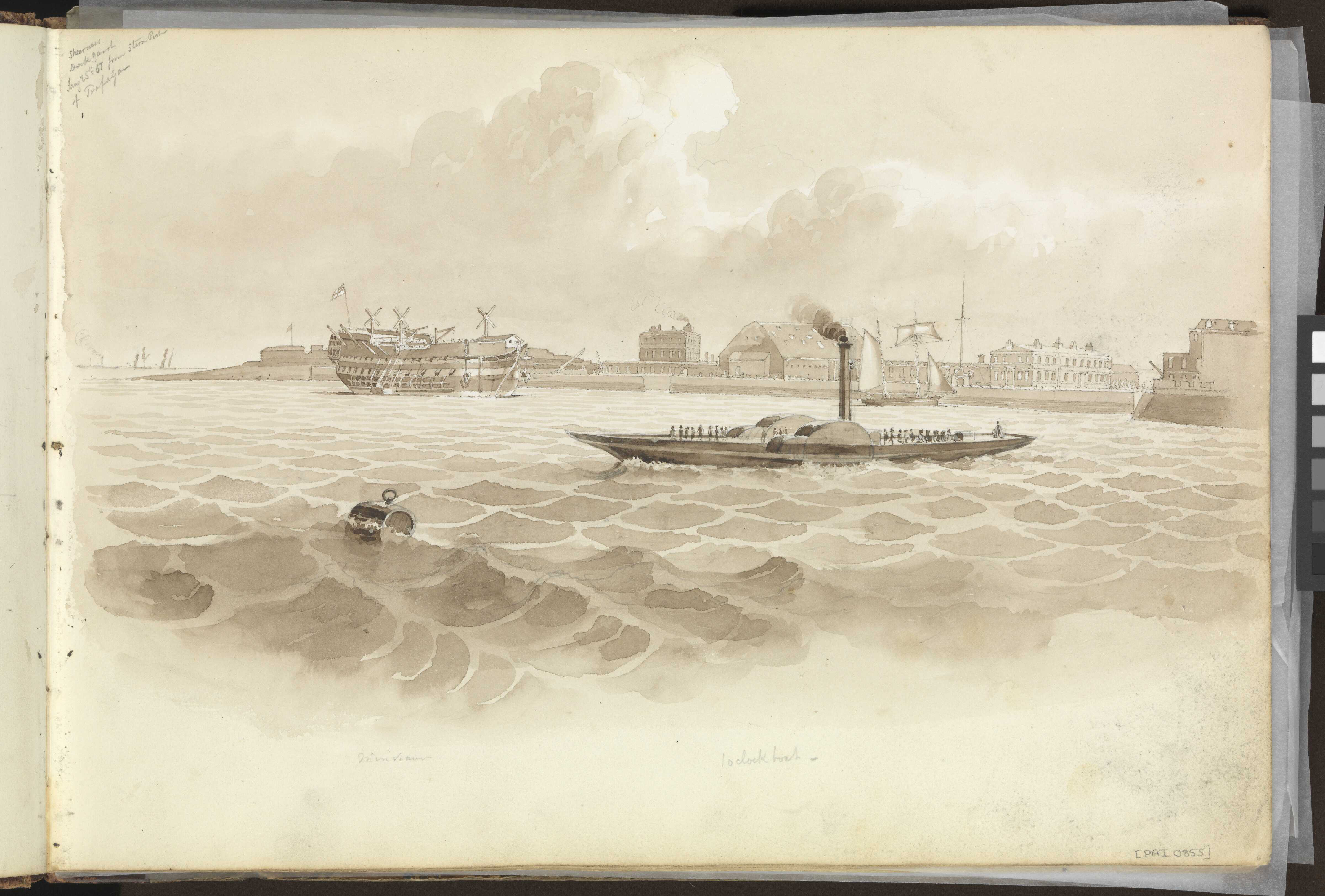
La partie nord de l'arsenal reconstruit, vue du fleuve, 1850 : (de gauche à droite) Garrison Point, -), la maison de l'Amirauté, la cale couverte, (une goélette), la hampe de drapeau, les bureaux de l'arsenal, l'entrée du petit bassin et une partie de l'entrepôt d'avitaillement ; au premier plan, un piquet de grève de la marine.

Au début du XIXe siècle, les vieilles carcasses qui soutenaient les terres récupérées de l'arsenal se dégradaient sérieusement et le site devenait de plus en plus instable. L'arsenal, cependant, était de plus en plus occupé, car il n'était pas sujet à l'ensablement (contrairement aux chantiers voisins de Chatham, Woolwich et Deptford). En 1810, des projets ont été soumis au contrôleur de la marine par Samuel Bentham et John Rennie the Elder pour une reconstruction relativement modeste du chantier. Au cours des trois années suivantes, Bentham et Rennie ont produit des projets beaucoup plus ambitieux: tout d'abord, en 1812, Bentham a élaboré une proposition radicale inspirée du panoptique pour le site, avec des docks, des cales et des entrepôts rayonnant tous à partir d'un centre, qui était occupé par un immeuble de bureaux hexagonal de six étages ; mais c'est le plan de Rennie de 1813 qui a été approuvé.
Après la fin des guerres napoléoniennes, l'ancien chantier naval de Sheerness a été fermé en 1815 et les travaux ont commencé selon les plans méticuleux de Rennie. L'architecte principal était le Surveyor of Buildings du Navy Board, Edward Holl, assisté de William Miller. Après la mort de Holl en 1823, George Ledwell Taylor (un architecte établi avec un cabinet à Londres, responsable de certaines des places les plus à la mode de Londres) prend la relève en tant que principal. Le plan prévoyait un chantier naval entièrement nouveau, d'une superficie de 56 acres, soit plus du double de l'ancien. Les sables mouvants et les bancs de boue du site constituaient un défi de génie civil considérable; des milliers de pieux en bois devaient être mis en place pour soutenir les fondations en arc inversé des docks, des quais, des bassins et des bâtiments. Une maquette créée à l'époque montre de manière très détaillée la conception originale (fondations comprises) de chaque élément.
Au total, le projet a coûté 2 586 083 livres sterling (£) et était en grande partie terminé en 1830. Sheerness était inhabituel parmi les chantiers navals en raison de l'unité et de la clarté de sa conception, ayant été construit en une seule phase de construction, d'un seul style architectural selon un plan unifié (plutôt que de se développer au coup par coup au fil du temps).

### Plan d'aménagement

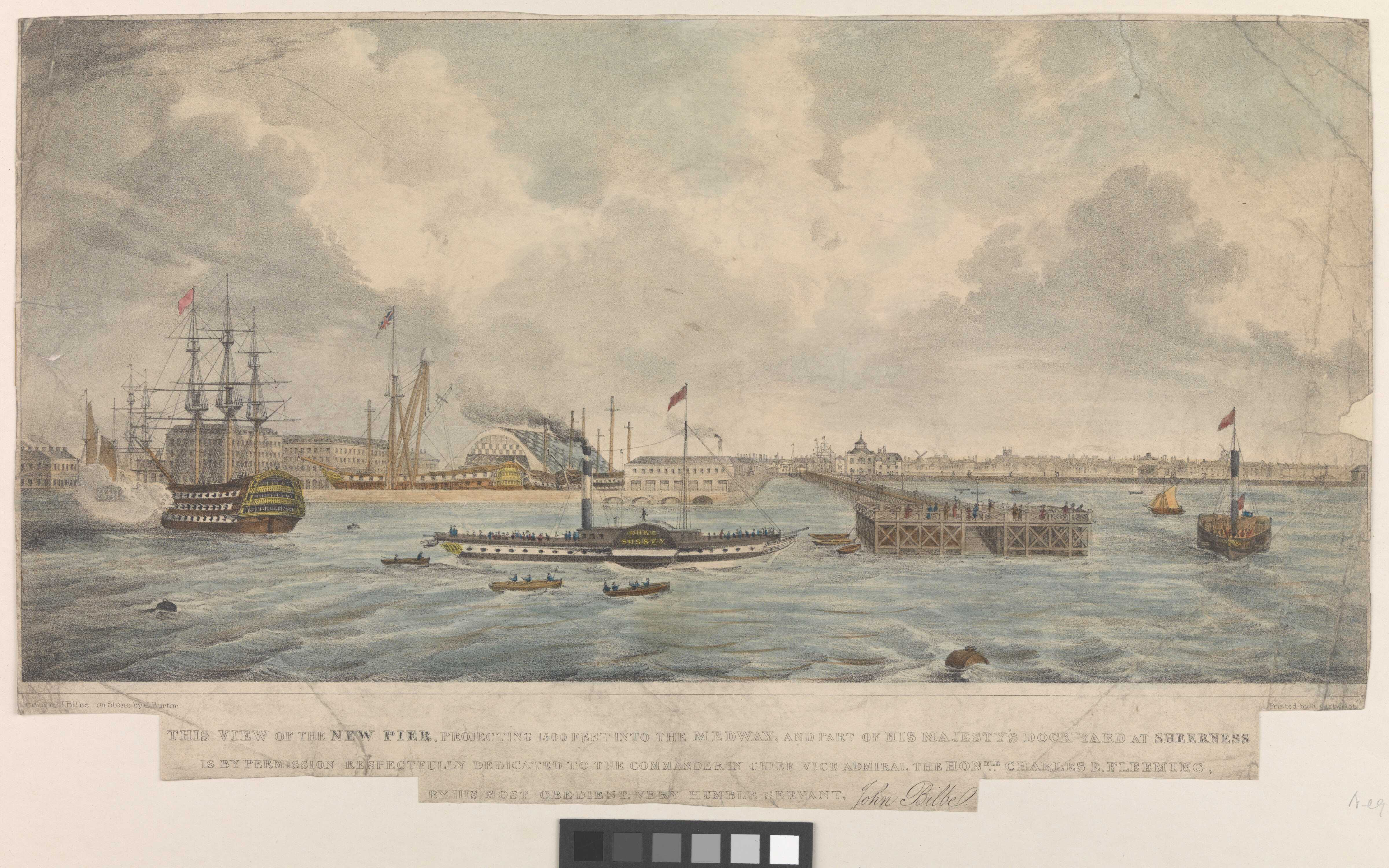
La partie sud de l'arsenal reconstruit, vue du fleuve, vers 1835 : (de gauche à droite) une partie des bureaux de l'arsenal, le magasin d'alimentation, le magasin du quadrilatère, le quai couvert no 2, le mât de travail, la nouvelle jetée de la ville, Blue Town.

Vu du ciel, le site avait une forme approximativement triangulaire: le mur d'enceinte de Rennie (1824-31) était construit au sud-est du "Boat Basin" (à l'extrémité nord du chantier), parallèlement à l'estuaire de la Tamise jusqu'à la porte principale, après quoi le mur (que l'on peut encore voir) tournait vers le sud, au-delà des maisons des officiers, avant de tourner brusquement et de continuer vers l'ouest jusqu'à la rivière (bien que déviant à nouveau vers le sud à un moment donné pour accueillir les maisons des mâts à l'extrémité sud du site) ; la rivière constitue alors le troisième côté du triangle.
Les principaux bâtiments et structures étaient disposés le long de la rive de la Medway ; du nord (c'est-à-dire Garrison Point) au sud, ils étaient les suivants :
- Le Ordnance (magasin) des munitions et le quai (un complexe autonome avec son propre bassin, auquel on accède par le bassin à bateaux).
- Le "Boat Basin" (bassin à bateaux), donnant accès à[19]:
  - La cale no 1 (bâtiment) Cale de 200 pieds de long
  - Le quai (de frégate) no 5 (1819) de 176 pieds de long (mais converti de "quai de frégate" en "cale sèche" en 1825).
  - Le quai (de frégate) no 4 (1819) d'une longueur de 177 pieds.
  - Le bâtiment des bateaux de travail ("Boat House") (avec une cale donnant accès au bassin)
  - Les bureaux de l'arsenal (1821)
  - Le petit bassin (utilisé par les embarcations de ravitaillement), donnant accès au bassin :
  - l'entrepôt du quadrilatère (1824-29; un bâtiment emblématique de cinq étages surmonté d'une tour d'horloge)
  - L'entrepôt de ravitaillement (1826; face aux bureaux, de l'autre côté de l'entrée du Petit Bassin)
  - Le Grand Bassin (dont l'entrée est décentrée pour laisser la place à un important ensemble de mâts), donnant accès:
  - au quai no 3 (1819) d'une longueur de 225 pieds
  - au quai no 2 (1819) d'une longueur de 225 pieds
  - au quai no 1 (1819) d'une longueur de 225 pieds.
- Une paire de "Mast Houses" (maisons de mât) (1826) avec un bassin de mât entre elles[20].

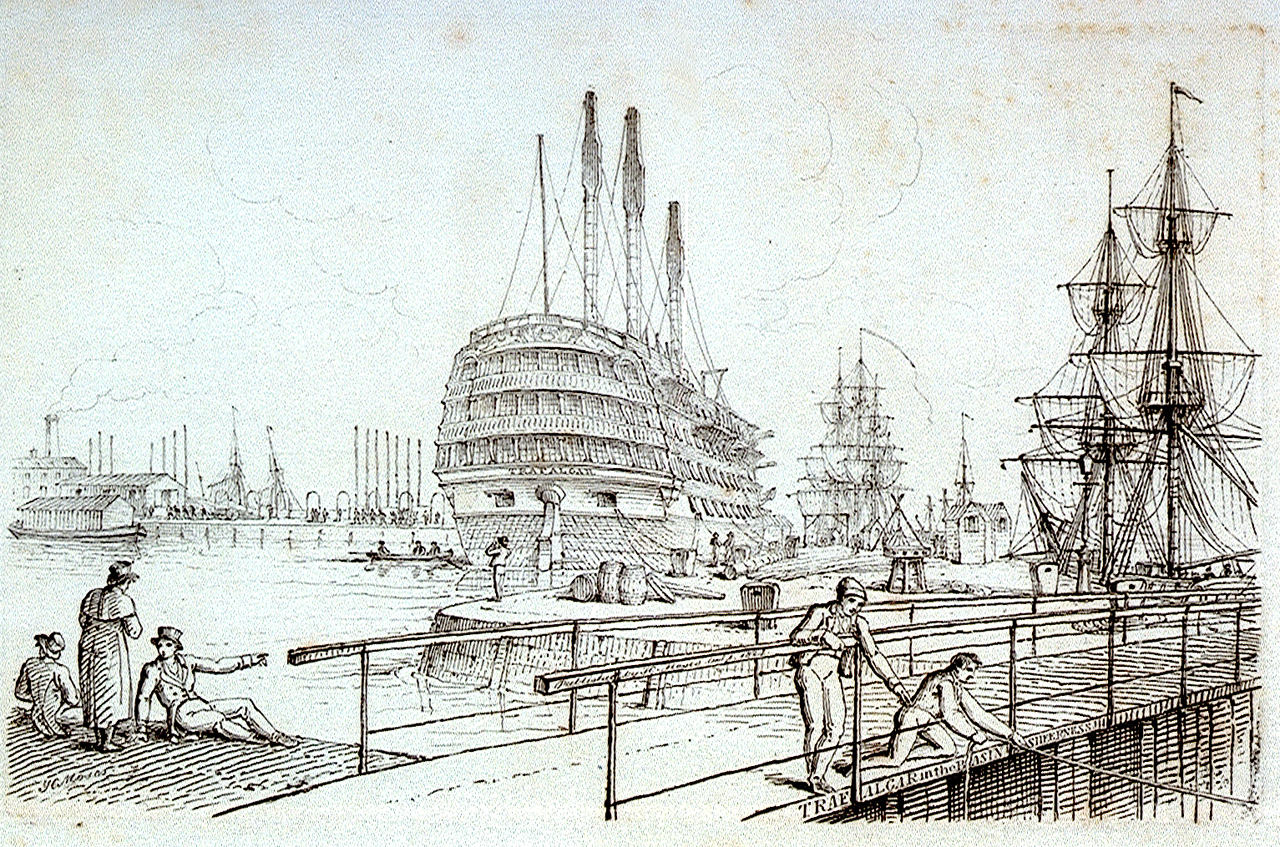
Le, avec ses mâts supérieurs et ses espars enlevés, dans le Grand Bassin de Sheerness (croquis de Henry Moses, 1824).

Le Grand Bassin, avec ses trois cales sèches, constituait le centre des opérations du chantier naval ; il était conçu pour accueillir les navires de ligne de premier rang. C'était la première zone du chantier naval à être achevée et elle a été officiellement ouverte par le duc de Clarence (plus tard le roi William IV) le 5 septembre 1823. (Les zones suivantes à être achevées furent le petit bassin et le bassin à bateaux, avec sa paire de quais plus petits ; la construction des principaux bâtiments se poursuivit pendant plusieurs années par la suite). Dans le cadre du plan coordonné de Rennie, toutes les cales sèches ont été reliées par un seul ponceau à la station de pompage située au sud du chantier.
Derrière les trois plus grandes cales sèches (no 1 à 3) se trouvaient une paire de fours d'approvisionnement (1828), au-delà desquels un long bâtiment à deux étages (connu aujourd'hui sous le nom de "Archway Block", 1830) fut construit selon les plans de Holl; il se composait de cinq blocs reliés entre eux, chacun de cinq travées, abritant des fosses à scie et des magasins de séchage au rez-de-chaussée, avec des greniers à moules, des ateliers de menuisiers et d'autres magasins au-dessus. L'arche éponyme enjambait une route principale est-ouest de l'arsenal, à l'extrémité de laquelle se trouvait la chapelle de l'arsenal (1828).
Derrière l'entrepôt quadrangulaire, et de longueur égale à celui-ci, est construite la forge (commencée en 1822). Plus au nord, un autre four à soutirer et un plus petit bâtiment de scierie (1828) desservaient les autres docks (no 4 et 5) ; il y avait également une maison de résine de poix (1829) à proximité, conçue par Taylor. Plus au sud, derrière les maisons de mâts, il y avait une petite fonderie ; elle était destinée à se développer de manière significative dans les années suivantes, car l'utilisation du métal dans la construction navale augmentait considérablement.

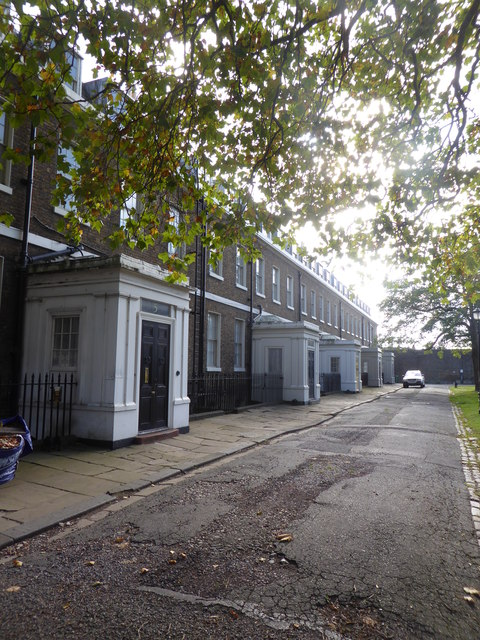
Terrasse de l'arsenal

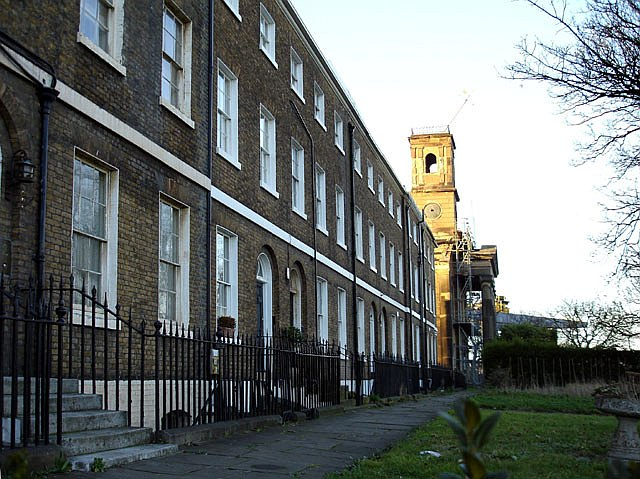
Terrasse de l'arsenal et l'église de l'arsenal.

À l'extrémité est du site, près de la chapelle, étaient regroupés les principaux bâtiments résidentiels appartenant aux officiers supérieurs de l'arsenal :
- "Dockyard House" (1825) pour le capitaine Superintendent[24];
- "Dockyard Terrace" (1827) pour le commandant de l'arsenal et d'autres officiers supérieurs[25];
- "Naval Terrace" (1833) pour les bureaux plus subalternes[26];
- "Boatswain's House" (1826) pour le maître d'équipage[27].

La chapelle (et la terrasse navale qui la jouxte) a été placée à l'extérieur du mur d'enceinte de l'arsenal.
La zone située entre les résidences à l'est et les bassins et docks à l'ouest était initialement dégagée, en grande partie pour permettre l'entreposage du bois ; bien que le puits artésien (daté, sur la "Well House", de 1800) qui avait tellement transformé la vie dans l'ancien arsenal, était situé ici dans un isolement relatif. En outre, le bureau de paie du chantier naval et sa chambre forte (1828) étaient situés dans cette zone, pas très loin de la porte principale.

#### La garnison et les fortifications
Le terrain situé au nord de l'arsenal reconstruit, entre le mur d'enceinte et l'estuaire, a été presque entièrement consacré à la garnison, qui avait été déplacée par la reconstruction. Sur une longue et étroite bande de terre furent construits des logements pour les officiers, des corps de garde, des casernes, un terrain de parade et (dans le bastion à l'extrémité sud du site) une poudrière.
Le long de l'estuaire, une autre ligne de fortification est construite, reliant les défenses de Gomme à l'extrémité nord à celles au sud de "Blue Town". Tout le long de l'estran, une série de canons sont placés ; et en 1850, une nouvelle batterie de canons est installée dans le bastion du centre, conçue pour fonctionner en tandem avec le nouvel emplacement de canons de la tour Grain sur la rive opposée du fleuve. Dix ans plus tard, on a commencé à remplacer la vieille batterie de canons semi-circulaire sur le promontoire par un nouveau fort à casemates pour remplacer l'ancien blockhaus : le fort de Garrison Point.
Plus au sud, le canal défensif (aujourd'hui connu sous le nom de "Queenborough Lines") est également renforcé par une batterie de canons à chaque extrémité.

#### Maison de l'Amirauté
Entre ce qui est devenu "Garrison Point" et la garnison elle-même se trouvait "Admiralty House", une grande résidence construite en 1829 pour l'amiral du port. En mai 1827, le duc de Clarence, nouvellement nommé au poste de Lord High Admiral, avait ordonné sa construction sur un terrain acheté au Board of Ordnance. Le duc lui-même ne l'a pas utilisée (malgré les rumeurs persistantes selon lesquelles il prévoyait d'y emménager); c'est le vice-amiral Sir John Beresford qui s'y est installé et elle a continué à l'accueillir, lui et ses successeurs, en tant que commandant en chef de la Nore jusqu'en 1907 (après quoi elle a abrité le commandant en chef de la Home Fleet).

#### Mécanisation

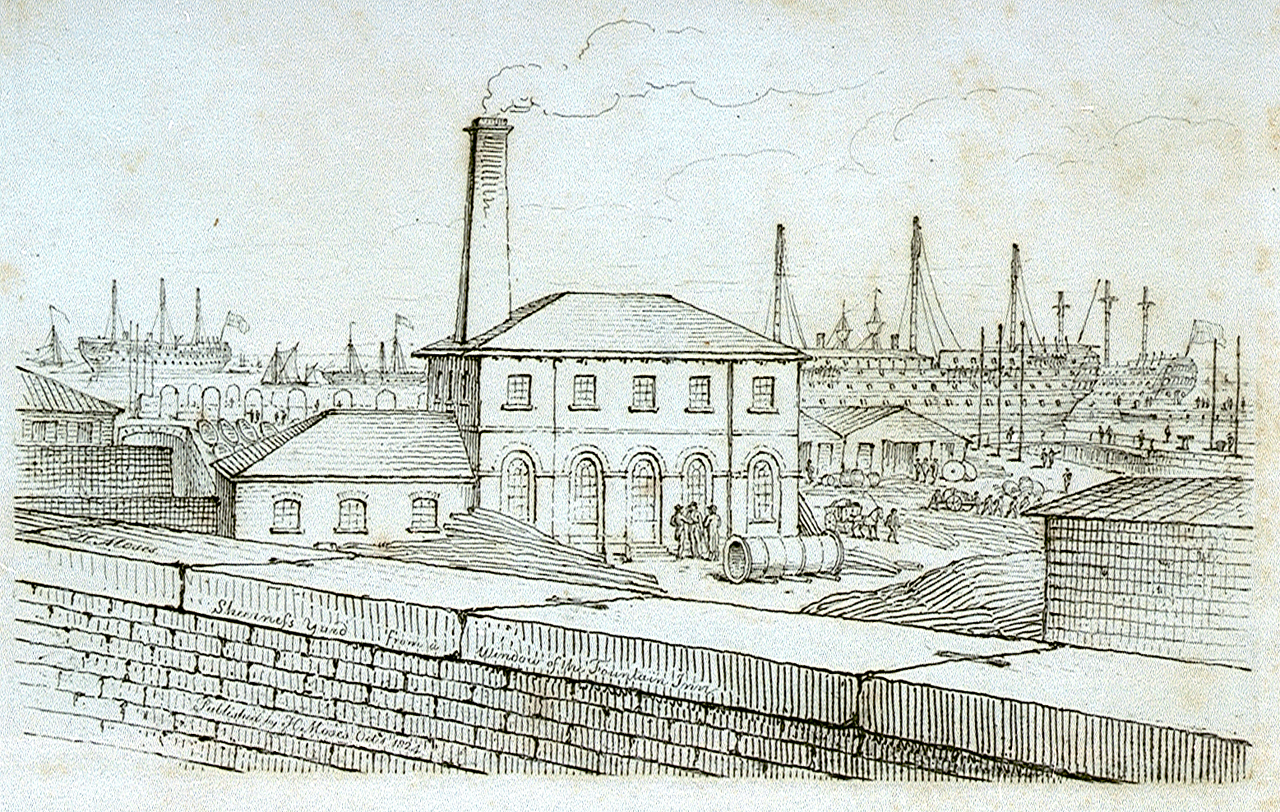
La salle des machines, vue par-dessus le mur d'enceinte en 1824. Comme ici, la puissance de la vapeur a d'abord été utilisée dans les Royal Dockyards pour drainer les cales sèches.

Avant que la reconstruction de Sheerness ne soit terminée, l'Amirauté commençait à investir dans la propulsion à vapeur pour les navires de guerre, avec l'ouverture de sa première usine à vapeur à l'arsenal de Woolwich en 1831. Cela marque le début d'une ère de changements technologiques rapides et, dans les années 1840, une expansion massive a lieu à Portsmouth et à Devonport afin de créer de nouveaux bassins et docks, desservis par des usines, des fonderies, des chaudronniers, des ateliers d'ajustement et d'autres installations de génie mécanique. À ce stade, la Royal Navy était encore en grande partie une marine à voile, la vapeur fournissant une puissance auxiliaire plutôt que le principal moyen de propulsion, ce qui allait changer au cours des trente années suivantes.
Le Sheerness reconstruit, qui avait été conçu principalement pour la réparation et l'entretien des navires à voile, a rapidement dû s'adapter aux exigences changeantes de la technologie de la vapeur. Plus particulièrement, parce que l'arsenal de Chatham n'a pas été agrandi et adapté à la vapeur avant les années 1860, Sheerness s'est retrouvé sous pression pour fournir des installations provisoires pour la réparation et l'entretien des navires à vapeur basés dans le Nore. Cela devint une priorité immédiate avec le déclenchement de la guerre de Crimée: ainsi, en 1854, une nouvelle usine à vapeur fut construite "à la hâte" à Sheerness par Godfrey Greene, la deuxième mâture étant convertie en fonderie d'ingénierie et en atelier de montage. En 1868, un peu moins de 500 hommes et garçons étaient employés dans l'usine; située dans la partie sud de l'arsenal, elle était desservie par sa propre entrée (appelée plus tard "South Gate") dans le mur d'enceinte. Toujours en 1854, les docks no 1 et no 3 ont tous deux été allongés pour accueillir les plus grands navires qui venaient maintenant pour être réparés.
La forge principale, qui se trouvait derrière le "Quadrangle Store", avait été équipée de marteaux à vapeur en 1846, et la technologie de la vapeur commença à être utilisée dans diverses autres parties du chantier; par exemple, en 1856-1858, une nouvelle scierie à vapeur fut construite, selon les plans de Greene, pour remplacer les scieries manuelles construites 25 ans auparavant. Greene a construit une deuxième forge en 1856, à côté de la première, cette fois avec une charpente entièrement métallique; une technique qu'il a poussée à son paroxysme en 1858-1860 avec la construction d'un magasin à bateaux de quatre étages (derrière la "Working Boat House"), remarquable par sa taille, par son "dispositif de stockage et de manutention efficace" et surtout par ses remarquables innovations structurelles: la charpente entièrement métallique était rendue rigide par un contreventement en portique, adopté par la suite par les pionniers des gratte-ciel de Chicago, et universel pour les constructions modernes à ossature métallique".
L'introduction de navires de guerre bardés de fer (navires cuirassés) après la Crimée a entraîné la construction de nouveaux bâtiments dans et autour de l'arsenal. Un assortiment d'ateliers mécaniques - ateliers d'ajustage, ateliers de pliage, ateliers de chaudières - ont commencé à occuper l'espace disponible autour des bassins et des docks, et à la fin du siècle, l'ancienne "Working Mast House" était devenue un "Shipwright's Machine Shop", niché parmi les fonderies et les usines.

## Construction navale à Sheerness

Plans du sloop de 14 canons, "construit dans le chantier naval de sa Majesté, à Sheerness, et lancé le 12 août 1775".

En 1824, l'Amirauté déclare que Sheerness continuera à servir principalement de base de radoub, laissant le chantier naval de Chatham se concentrer sur la construction navale. La présence d'une seule cale couverte indique toutefois que (comme dans l'ancien chantier) une partie de la construction navale était également envisagée. Dans la seconde moitié du siècle, les cales sèches ont commencé à être utilisées pour la construction navale dans une certaine mesure (en particulier parce que beaucoup des anciennes cales étaient devenues trop petites pour les nouveaux navires de guerre dont la taille augmentait rapidement). À Sheerness, le dock no 2 a été désigné à cet effet et (comme la cale) couvert d'un long toit en pente.

### Liste des navires construits à Sheerness
En commençant par le HMS "Sheerness" en 1677, plus de 100 navires ont été construits au chantier naval de Sheerness sur une période de 225 ans, dont les suivants :
- HMS Medway (1693)
- HMS Newcastle (1704)
- HMS Scarborough (1711)
- HMS Montreal (1761)
- HMS Solebay (1763)
- HMS Winchelsea (1764)
- HMS Carysfort (1766)
- HMS Bristol (1775)
- HMS Polyphemus (1782)
- HMS Mermaid (1784)
- HMS Daedalus (1826)
- HMS Vestal (1833)

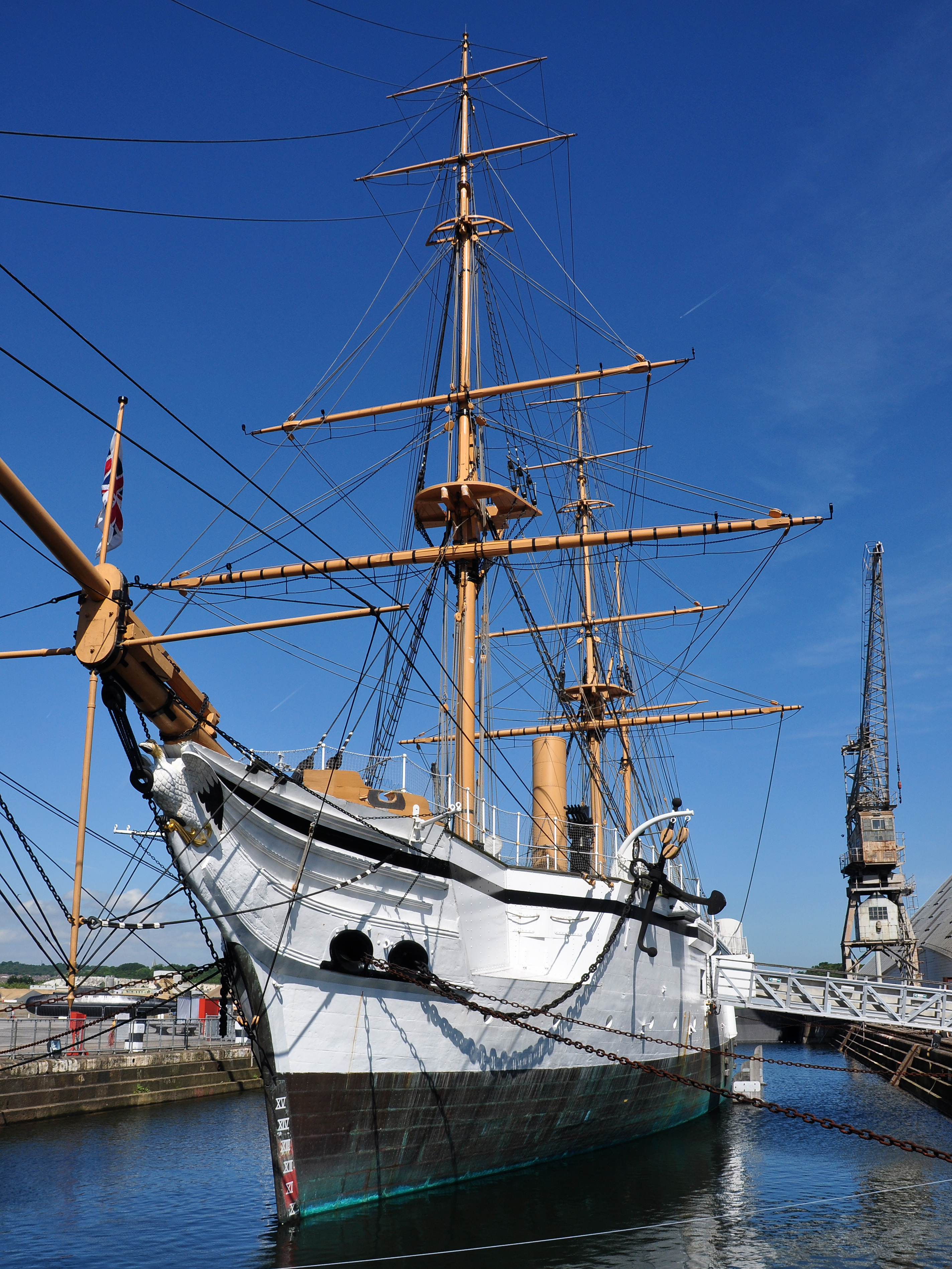
Le sloop au Chatham Historic Dockyard, lancé à Sheerness en 1878 ; un exemple de navire de guerre de petite taille construit dans le chantier naval de Sheerness.

- HMS Salamander (1832) - l'un des premiers bateaux à aubes de la Royal Navy
- HMS Calliope (1837)
- HMS Acheron (1838)
- HMS Rattler (1843) - le premier navire de guerre à utiliser une hélice
- HMS Miranda (1851)
- HMS Clio (1858)
- HMS Diamond (1874) - le dernier navire purement en bois à être construit au chantier naval
- HMS Gannet (1878) - le seul navire construit à Sheerness qui subsiste
- HMS Kingfisher (1879)
- HMS Pylades (1884) - la dernière corvette classique construite pour la Royal Navy
- HMS Buzzard (1887)
- HMS Goldfinch (1889)
- HMS Brilliant (1891)
- HMS Torch (1894)
- HMS Pelorus (1896)
- HMS Shearwater (1900)
- HMS Fantome (1901)
- HMS Clio (1903)
- HMS Cadmus (1903) - le dernier navire de guerre à être lancé à Sheerness

Au début du XXe siècle, l'Amirauté décida que la construction navale devait cesser à Sheerness pour permettre au chantier de se concentrer sur un nouveau rôle spécialisé : le radoub des torpilleurs et des destroyers. Les cales sèches no 4 et no 5 ont donc été allongées en 1906 pour leur permettre d'accueillir ces derniers, et en 1912, le toit de l'ancien dock de construction navale (cale sèche no 2) a été démoli. Ce travail spécialisé s'est poursuivi jusqu'à la Première Guerre mondiale. Après la guerre, pour éviter que le chantier ne ferme, on lui a parfois envoyé des navires construits par des entrepreneurs privés qui devaient être achevés (comme le HMS Thracian et le sous-marin HMS L27). Pendant la Seconde Guerre mondiale, lorsqu'une flottille de dragueurs de mines est basée à Sheerness, un certain nombre de lanceurs à moteur sont construits au chantier; mais, comme lors du conflit précédent, l'activité principale du chantier est le radoub et la réparation des navires en service actif.

## Éducation et formation

### Caserne, école de tir et HMS Wildfire
En 1854, une aile du" Victualling Store", qui se trouvait à côté de l'entrée du "Small Basin", a été convertie pour servir de caserne navale: un exemple unique avant le XXe siècle d'un bâtiment terrestre en Grande-Bretagne utilisé comme caserne pour le personnel de la marine. Il semble qu'il ait été utilisé pour loger de très jeunes marins ordinaires (Ordinary seaman) en formation mais attendant d'être affectés à un navire-école.
Puis, en 1892, le bâtiment dans son ensemble a été réaffecté et rouvert en tant qu'école d'artillerie de la Royal Naval Gunnery School, offrant une formation spécialisée en artillerie navale. Une batterie d'entraînement de canons de 9 livres était installée à quelques kilomètres le long de la côte, avec un champ de tir à côté. L'école est rapidement devenue trop grande pour ses locaux; en 1908, elle a déménagé dans de nouveaux locaux spécialement construits à côté du HMS Pembroke et le magasin d'avitaillement a recommencé à fournir des casernes.
En 1937, le même bâtiment trouva à nouveau un nouvel usage, cette fois en tant qu'établissement de formation pour garçons: le HMS Wildfire. Il est resté en service jusqu'en 1950 ; après sa fermeture, le "Wildfire Building" (comme on l'appelait) est redevenu un lieu d'hébergement jusqu'à peu de temps avant la fermeture de l'arsenal.

### Apprentis du chantier naval
Comme dans les autres Royal Dockyards, une école pour les apprentis a été créée à Sheerness en 1842. Cinquante ans plus tard, elle a été dotée de ses propres locaux spécialement construits. Elle a été (comme d'autres institutions équivalentes ailleurs) rebaptisée "Dockyard Technical College" en 1952, avant de fermer quelques années plus tard en même temps que le reste du chantier naval.

## Fermeture et suites

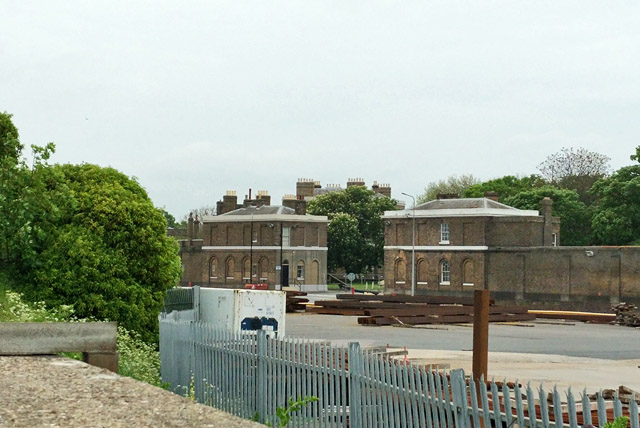
Entrée principale en 2018 : l'ancien poste de police du chantier naval et la maison de la police (autrefois reliés par une passerelle à colonnades, démolie depuis).

En février 1958, le Parlement a annoncé la fermeture du chantier naval de Sheerness. La garnison a été déclassée en 1959 et la cérémonie de fermeture du chantier naval a eu lieu le 31 mars 1960; la fermeture du chantier naval a entraîné le licenciement des 2 500 employés. Une fois que la Royal Navy a quitté le chantier naval de Sheerness, l'autorité portuaire de Medway a repris le site à des fins commerciales.
En 1959, le First Lord of the Admiralty a annoncé que "dix-sept résidences et huit autres bâtiments, dont le quadrilatère, l'ancienne "Admiralty House" et l'église du chantier naval, [avaient] été répertoriés en vertu de la section 30 de la loi de 1947 sur l'aménagement du territoire, en tant que bâtiments présentant un intérêt architectural et historique particulier ". Néanmoins, plusieurs de ces bâtiments très importants du chantier naval ont été démolis dans les années qui ont suivi, notamment l'"Admiralty House" en 1964 et l'entrepôt quadrilatère en 1978. Le Petit et le Grand Bassin ont également été remplis de gravats et recouverts dans les années 1970, ainsi que les cales sèches no 1 à 3, et à l'est, l'ancienne zone de la garnison a été complètement nivelée.
Une priorité élevée a été accordée à la recherche de nouveaux emplois pour la main-d'œuvre locale. De 1974 à 1994, Olau Line a exploité un service de ferry à partir de la partie nord de l'ancien chantier naval, de Sheerness à Flessingue aux Pays-Bas. Le reste du site a continué à être développé en tant que port commercial, avec une grande partie de la récupération des terres le long de la rive et au sud de l'ancien chantier naval. Une aciérie, établie en 1971 sur ce qui avait été un terrain militaire au sud de l'arsenal, a fermé en 2012.

### Sheerness Dockyard aujourd'hui

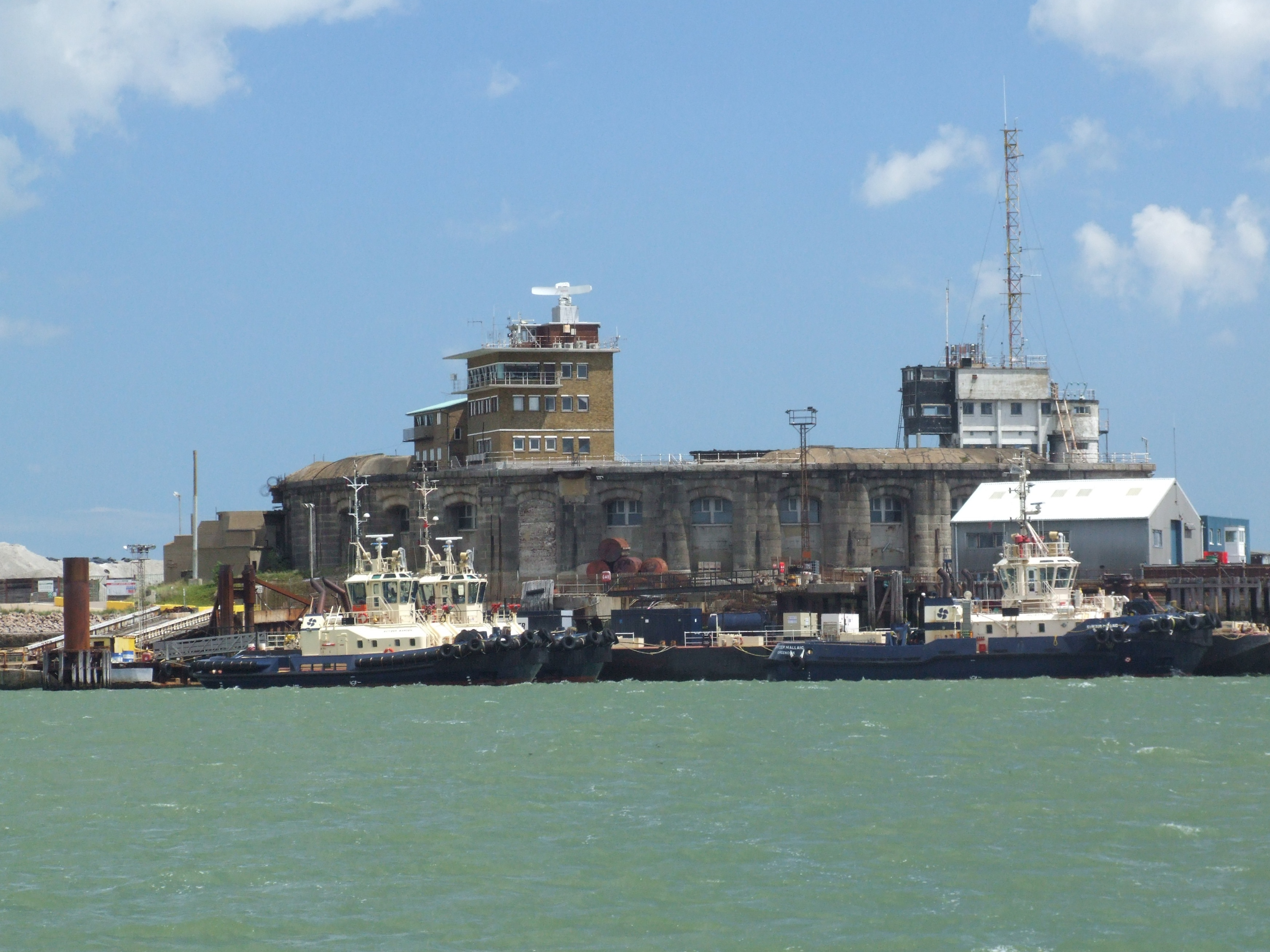
La navigation est contrôlée depuis une tour sur l'ancien fort de Garrison Point.

Le port commercial est actuellement exploité par The Peel Group sous le nom de London Medway. En tant qu'autorité portuaire locale, leur division Medway Ports contrôle la navigation sur la rivière Medway depuis un siège situé à Garrison Point Fort.

## L'héritage

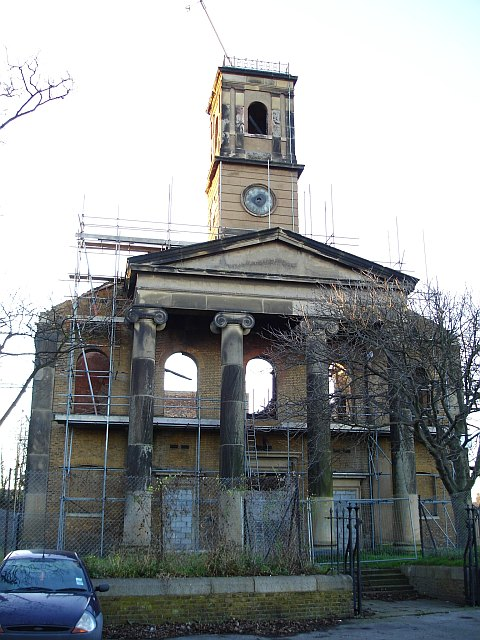
L'ancienne église de l'arsenal maritime en 2006

50 structures classées ont été détruites à Sheerness au cours des 20 années qui ont suivi sa fermeture, mais si une grande partie de l'ancien chantier naval a été perdue, il en reste encore beaucoup, et cela a fait l'objet d'une reconnaissance et d'une attention accrues ces dernières années. Historic England décrit "l'ensemble de l'arsenal" comme "un exploit remarquable d'ingénierie maritime, avec toute la maçonnerie portée par des pieux, représentant la plus grande pièce d'ingénierie portuaire par l'un des grands ingénieurs du XIXe siècle".
Une campagne de Save Britain's Heritage a permis de placer l'ancien chantier naval sur la liste de surveillance du World Monuments Fund en 2010, notant que: malgré de terribles pertes, le site contient encore une grande richesse de bâtiments historiques. Le problème aujourd'hui est que la majorité de ces structures sont vides et en décomposition".
Une grande partie de l'ancien quartier résidentiel de l'arsenal a été vendue à un promoteur immobilier au tournant du millénaire. Lorsque le permis de construire a été refusé pour son réaménagement en 2011, le Spitalfields Trust a orchestré son "sauvetage et son acquisition"; la zone située à l'intérieur du mur d'enceinte qui a été acquise (dans le coin sud-est de l'ancien Dockyard) comprend six bâtiments classés Grade II* et quatre bâtiments classés Grade II qui sont maintenant restaurés et rénovés.
En 2013, le trust a également acquis l'ancienne église de l'arsenal, qui avait été détruite par un incendie en 2001. Une nouvelle association caritative a été créée (le Sheerness Dockyard Preservation Trust) dans le but de restaurer le bâtiment et de l'utiliser, entre autres, pour exposer au public la maquette de l'arsenal réalisée par Rennie en 1825. Une subvention du National Lottery Heritage Fund en 2019 a permis de commencer le réaménagement par Hugh Broughton Architects. Les travaux ont débuté en novembre 2020, avec une date d'ouverture prévue en septembre 2022, mais seule une partie de la maquette sera exposée.

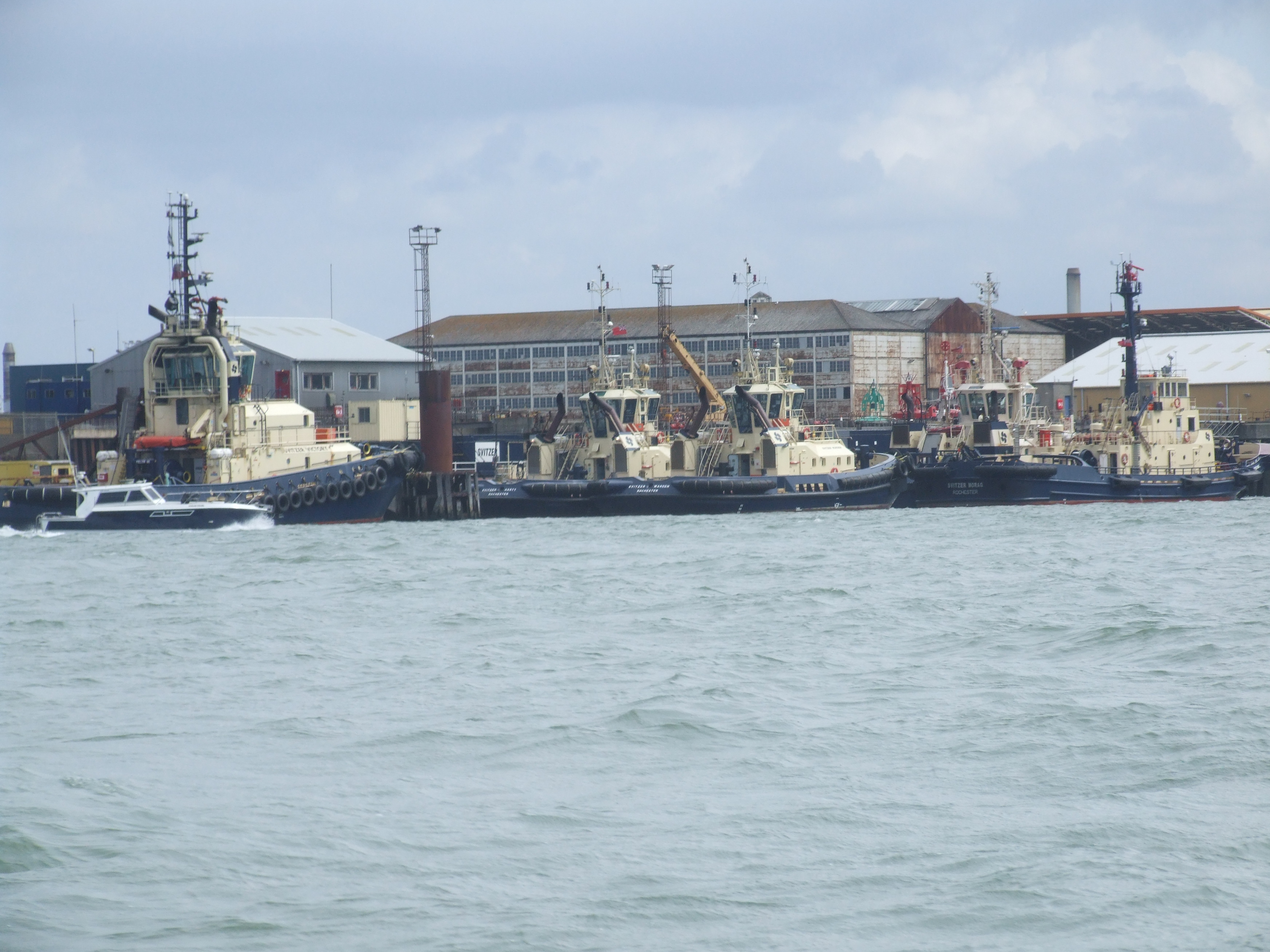
Le "Boat Store", classé Grade I, au cœur du port commercial.

L'incertitude demeure cependant quant à l'avenir d'autres bâtiments classés dans l'ancien chantier naval, en particulier
le "Boat Store" classé Grade I, décrit comme étant "d'importance internationale dans le développement de l'architecture moderne" en raison de sa construction innovante à cadre rigide entièrement métallique.
En 2015, la Victorian Society l'a placé sur sa liste des dix bâtiments les plus menacés et il figure toujours sur le registre national du patrimoine en péril (Heritage at Risk Register).
Avec le "Boat Store", un bon nombre d'autres bâtiments et structures classés et non classés subsistent, dont plusieurs sont maintenant également jugés comme ayant été innovants dans leur utilisation du métal comme matériau de construction, par exemple :
- Le "Boat Basin" classé Grade II* avec ses quais et sa cale, y compris le quai no 4: grâce à ses portes en fer préservées, c'est " un exemple unique et complet de la technologie des quais du début du XIXe siècle, que Rennie a perfectionné et affiné "[41].
- L'ancien "Working Mast House", classé Grade II*, dont la charpente en fonte " fait partie d'une souche importante dans le développement au début du XIXe siècle de systèmes structurels métalliques et ignifuges, conçus par Holl... ". C'est l'un des derniers bâtiments de dock qui subsistent de l'arsenal planifié par Rennie, et l'un des deux seuls exemples d'un type de bâtiment naval autrefois courant "[49].
- L'"Archway Block", classé Grade II*, "d'un intérêt considérable en tant qu'atelier de bois intégré à l'épreuve du feu dans le plan de l'aîné Rennie pour le chantier naval entièrement reconstruit. Il forme une partie centrale d'un chantier naval unique planifié au début du XIXe siècle[21].

. Le bâtiment "North Saw Pits", classé Grade II*, "un exemple de la construction en fer expérimentale développée par Rennie et Holl et inaugurée dans les chantiers navals. Il s'agit d'un exemple important de charpente en fer autonome, qui fait partie d'un chantier naval unique du début du XIXe siècle".
En 2016, l'ancien hôpital de la garnison de 1856, qui avait été menacé de démolition, a été classé pour son intérêt architectural et historique particulier. Construit sur l'un des bastions défensifs à l'extérieur de la porte de la garnison, il a ensuite servi de bureaux pour l'aciérie et est maintenant la propriété de Peel Ports.

## Administration de l'arsenal maritime

### Commissaire résident, arsenal maritime de Sheerness
Postes incluant,,:
- Captain Harry Harmood 1793 - Septembre 1796
- Captain Francis John Hartwell, septembre 1796 - juin 1799
- Captain Isaac Coffin, juin 1799 - avril 1804.
- Captain the Hon. George Grey avril 1804 – février 1807
- Captain William Brown février 1807 – août 1811
- Captain William Granville Lobb, août 1811 – juillet 1814
- Captain the Hon. Courtenay Boyle juillet 1814 – mai 1822

### Capitaine/Commodore/Admiral superintendants
Postes incluant:
- Captain Charles Wise: juillet 1860-Avril 1865
- Captain William King-Hall: avril 1865-Mars 1869
- Captain the Hon. Arthur A.L.P. Cochrane: avril 1869-Mai 1870
- Captain William G. Luard: mai 1870-Janvier 1875
- Rear-Admiral the Hon. Fitzgerald A.C. Foley: janvier 1875-Janvier 1877
- Captain Thomas Brandreth: janvier 1877-Janvier 1879
- Captain Theodore M. Jones: janvier 1879-Janvier 1883
- Captain John O. Hopkins: janvier–avril 1883
- Captain William Codrington: avril 1883-Juillet 1885
- Captain Henry F. Nicholson: juillet 1885-Juillet 1886
- Captain Sir Robert H. More-Molyneux: juillet 1886-Juin 1888
- Captain Charles G. Fane: juin 1888-août 1890
- Captain Richard Duckworth-King: août 1890-Janvier 1892
- Captain Armand T. Powlett: janvier 1892-Janvier 1894
- Captain John Fellowes: janvier 1894-Janvier 1895
- Captain John C. Burnell: janvier 1895-Janvier 1898
- Captain Andrew K. Bickford: janvier 1898-Juin 1899
- Captain Reginald F.H. Henderson: juin 1899-Juin 1901
- Captain Gerald C. Langley: juin 1901-août 1902
- Captain Walter H.B. Graham: août 1902-Janvier 1905
- Captain Frederick L. Campbell: janvier 1905-Janvier 1906
- Rear-Admiral James Startin: février 1906-Mai 1907
- Captain John Casement: mai 1907-Juillet 1908
- Captain Robert H. Johnston Stewart: juillet 1908-Décembre 1909
- Captain Henry H. Torlesse: décembre 1909-Décembre 1911
- Rear-Admiral Robert J. Prendergast: décembre 1911-Septembre 1915
- Rear-Admiral Edmund Hyde Smith: septembre 1915-Avril 1919
- Captain F. Shirley Litchfield-Speer: avril 1919-Mars 1922
- Captain Herbert N. Garnett: Mars 1922-Février 1923
- Captain Oliver Backhouse: février 1923-Février 1925
- Captain Frederick C. Fisher: février 1925-Avril 1927
- Captain Dashwood F. Moir: avril 1927-Avril 1929
- Captain Benjamin W. Barrow: avril 1929-Juillet 1930
- Captain Hugh D. Hamilton: juillet 1930-Juillet 1932
- Captain Robert S. MacFarlan: juillet 1932-Juillet 1934
- Captain James V.V. Magrane: juillet 1934-Septembre 1935
- Captain Henry B. Maltby: septembre 1935-décembre 1937
- Captain Hugh R. Marrack: décembre 1937-Juillet 1943
- Rear-Admiral Colin S. Thomson: juillet 1943-Octobre 1945
- Commodore Jack T. Borrett: octobre 1945-août 1948
- Captain Hubert V.P. McClintock: août 1948-Septembre 1950
- Captain Villiers N. Surtees: septembre 1950-Septembre 1953
- Captain Sydney J.S. Boord: septembre 1953-Novembre 1955
- Captain Francis R. Main: novembre 1955-Octobre 1957
- Captain Paul M.B. Chavasse: octobre 1957-Mars 1960

## Source
- (en) Cet article est partiellement ou en totalité issu de l’article de Wikipédia en anglais intitulé « Sheerness Dockyard » (voir la liste des auteurs).